# 경옥
경옥(硬玉, 영어: jadeite)은 나트륨과 알루미늄을 함유한 휘석 광물로 옥의 한 종류이다. 경도 및 밀도가 매우 높고 단사정계에 속하며 비중은 약 3.4다. 보석으로 쓰인며, 주로 흰색 또는 녹색을 띠고, 투명하거나 반투명하다. 조장석이 높은 압력과 열을 받아 변형된 변성암이다.
경옥의 화학식은 NaAlSi2O6로 나트륨과 알루미늄이 함유된 규산염이다. 순수한 경옥은 백색을 띄나, 산화제일철이나 산화제이철을 함유하는 양에 따라 녹색, 연두색, 갈색, 황색, 보라색, 검은색 등 다양한 색상을 보인다. 투명한 연두색을 최상품으로 친다. 한국, 버마, 미국, 멕시코 등 대륙 두변부 섭입대에서 출토되고 있다. 한편, 중국에서 오랫동안 이용되고 있는 연옥(軟玉)은 경옥보다 굳기가 무른 것으로 색상은 경옥과 유사하나 화학 조성은 판이하게 다르다. 칼슘과 마그네슘이 주성분인 연옥의 화학식은 Ca(Mg·Fe)5Si8O22(OH)2이다. 연옥 가운데 녹색을 띄는 것을 비취라고 한다.

## 같이 보기
- 광물 목록